# Lehota
Lehota este o comună slovacă, aflată în districtul Nitra din regiunea Nitra. Localitatea se află la altitudinea de 174 m deasupra n.m., se întinde pe o suprafață de 11 km2 și în 2017 număra 2.217 locuitori.

## Istoric
Localitatea Lehota este atestată documentar din 1308.

## Demografie
| An:                | 1994 | 2004   | 2014    | 2024   |
| ------------------ | ---- | ------ | ------- | ------ |
| Număr de persoane: | 1819 | 1803   | 2233    | 2428   |
| Diferență:         |      | −0,87% | +23,84% | +8,73% |

| An:                | 2023 | 2024   |
| ------------------ | ---- | ------ |
| Număr de persoane: | 2416 | 2428   |
| Diferență:         |      | +0,49% |